# 常行院 (松戸市)
常行院（じょうぎょういん）は、千葉県松戸市にある浄土宗の寺院。

## 歴史
1502年（文亀2年）、経誉愚底によって開山された。愚底は小金の東漸寺を開山した僧侶で、その隠居寺として創建された。
隠居寺ということもあって、常に住職が在任しているとは限らず、無住（住職不在）の時期も多かったが、1931年（昭和6年）の第47世住職道誉良元の着任以降は、本格的な寺院として寺運興隆していった。
1965年（昭和40年）、国道6号線の整備に伴い、国道側に新たに参道を設け、本堂の向きも国道の方に向けた。旧水戸街道側にあった参道は裏参道となっている。

## 交通アクセス
- 新松戸駅より徒歩18分。